# かっぱえびせん
かっぱえびせんは、カルビーが製造販売している小麦粉とエビを主原料とするスナック菓子である。漢字では「河童恵美仙」。同社の登録商標（ひらがな・漢字共に第3012206号、ほか）。キャッチフレーズは「やめられない、とまらない」。
1955年（昭和30年）、カルビーは小麦粉で作ったスナック菓子の“かっぱあられ”を発売、売れたためシリーズ化された。その名は清水崑『かっぱ天国』に由来し、そのシリーズには名前に“かっぱ”が入った。1964年（昭和39年）、シリーズ最後となった27番目の商品として「かっぱえびせん」が発売された。かっぱあられシリーズの海老煎餅でその名が付けられた。
日本を代表するお菓子のロングセラー。1975年（昭和50年）発売のカルビーポテトチップス・前身が1988年（昭和63年）発売のフルグラ・1995年（平成7年）発売のじゃがりこ・2006年（平成18年）発売のJagabeeとともにカルビーのメガヒット商品の一つ。

## 沿革

### かっぱシリーズ
| 名前                      | 発売年     | 備考                                                               |
| ------------------------- | ---------- | ------------------------------------------------------------------ |
| かっぱあられ              | 1955年     |                                                                    |
| かっぱあられ あまから焼き | [ 要説明 ] |                                                                    |
| かっぱあられ 鶏卵せんべい | [ 要説明 ] |                                                                    |
| いかあられ                | [ 要説明 ] | イカ風味                                                           |
| 横綱かっぱ                | [ 要説明 ] | 蜜がけしたほの甘風味。瀬戸内海沿岸で広く流通する鯛あられと同じ味。 |
| 鯛の浜焼きあられ          | [ 要説明 ] | 蜜がけしたほの甘風味。瀬戸内海沿岸で広く流通する鯛あられと同じ味。 |
| かっぱあられ 味王将       | 1963年     | 香ばし焼きしょうゆ味。初めてのエビ入り。                           |
| かっぱの一番槍            | 1963年     | こんぶしお味。初めてのスティック形状。                             |
| かっぱえびせん            | 1964年     |                                                                    |

太平洋戦争後の食糧難の時代、松尾孝は「健康にいい、栄養のあるお菓子をつくる」をモットーに広島で製菓業を営んでいたが1953年倒産の危機が迫っていた。松尾孝は経営再建を目指していた中で、当時配給制で値段が高かった米に代わり、アメリカから大量に輸入されていた小麦に着目し、小麦粉を蒸しながら練って餅状としそれを炒ってあられを作る製法を確立した。これは日本で初めて小麦粉を使ったあられの量産化に成功したことになる。最初の小麦あられは水飴でコーティングし甘辛く仕上げた。また松尾は最初の小麦あられが子どもに親しんでもらえるよう当時人気漫画だった清水崑『かっぱ天国』に着目、清水に会うとお互い意気投合し、「かっぱ」のネーミング使用許可、パッケージに用いるかっぱイラストと「かっぱあられ」の文字を得た。
1955年会社はカルビー製菓として再スタートする。同年「かっぱあられ」発売、これが西日本で売れたためその後10年に渡りシリーズ化された。
ただかっぱあられシリーズは全国規模では思うように売れなかった。カルビー製菓は創業初期にはキャラメルやアメなど甘い菓子も作っており、かっぱの名が入った「かっぱあめ」「かっぱキャンディ」も売り出していたがあまり売れなかったという。その頃他社では、1960年カカオ豆の輸入自由化により1960年代前半はチョコレート菓子の発売が続いていた。
松尾孝は少年時代、生まれ故郷の広島市内の川で捕ったエビをかき揚げにしたものが大好物であった。松尾はかっぱあられシリーズを考えていく中で、瀬戸内海の海辺で小エビが干してあるのを見てそれを思い出し「鮮度の良い生エビを丸ごと使えば風味が良く健康にもいいはず」とひらめいて、生の小エビを殻ごとミンチ状にして小麦粉に混ぜる製法を確立した。開発初期は生臭かったり、殻ごと入れるため食感が固くなったりと、問題が続出したが試行錯誤の末に完成にこぎつけた。
1963年かっぱあられシリーズで初めてエビを入れた“かっぱあられ味王将”を発売した。また同1963年かっぱあられシリーズで初めてスティック形状にした“かっぱの一番槍”を発売した。そしてその翌年となる1964年“味大将”と“一番槍”の特徴を合わせた、かっぱあられシリーズ27番目の商品として「かっぱえびせん」が誕生した。

### 発売
1964年発売。当初のパッケージから現在のものと同様にエビのイラストが描かれ、初期のみイラストの上に“かっぱあられ”の文字が書かれていた。かっぱえびせんは全国的なヒット商品となった。同じ頃、日本の菓子市場ではチョコレート・ビスケット・キャンディなど甘い菓子が定番になっていた時期であり、エビ風味の塩味のかっぱえびせんは子どもにとって新鮮で、甘い菓子の苦手な大人にも受けたことで、ヒットに繋がった。ただ売れた時期については諸説ある。
- 1964年から売れ始め、1965年にはカルビー製品の中で売上げナンバー1に躍り出る[20][4][21][12]。
- 松尾雅彦は「本格的に売れ始めたのは1966年頃」と証言している[22][17]。
- 1969年（あるいは1968年）「やめられない、とまらない」のCMを流すまでは特に売れる商品ではなかった[23][24][2]。

1964年量り売り用一斗缶入りで発売開始したものの、一斗缶入りでは湿気を吸いやすかったため売り上げは芳しくなかったが、湿気を防ぐため袋入りにしたところ人気商品となった。当時一般的に流通していた海老煎餅では乾燥させたエビの粉末が用いられていたが、松尾孝はかっぱえびせんでは風味から生エビを入れることにこだわった。当初製造工場は広島（旧宇品陸軍糧秣支廠）にしかなく原料エビは伊予灘・周防灘など瀬戸内近郊産のものに限っていたが、急速冷凍技術が未熟だった時期であり管理に苦労したエピソードが残る。その数年後には急速冷凍による管理体制が確立、品質が高まり一気に人気を広めた。
当時地方の中小企業にすぎなかったカルビー製菓にとって、販路拡大が問題となった。松尾孝はいつか東京市場を制覇したいと考えており、酔っ払うと「花のお江戸で猿芝居でも、ひとさし舞いたい」と口癖のように言っていたという。そこで「米国で評判になれば、お江戸もきっと振り向く」と1967年8月NYで開かれた国際菓子食品見本市“Fancy Food Show”にかっぱえびせんを出展する。そこで高い評価を得て、通信社の記事で日本にもその評判が届いた。また松尾孝はアメリカでもかっぱえびせんを売ろうと考えており、同1967年11月松尾孝は三男松尾雅彦にアメリカに視察に行かせている。
カルビー製菓はかっぱえびせんの販売拡大に伴い栃木県宇都宮市に工場を建てることを決める。その工場建設中にもかかわらずかっぱえびせんの生産ラインが先に組まれ、できた製品を何台ものトラックが奪い合うように搬送していったという。
1969年「やめられない、とまらない、カルビーのかっぱえびせん」のキャッチコピーを使ったCMを開始するとこのフレーズが全国に浸透し流行語となり、かっぱえびせんは日本の代表的スナック菓子ブランドとしての地位を確立した。発売年の1964年からこのCM登場の1969年までかっぱえびせんは毎年ほぼ倍増で売上を伸ばしていき、1970年には売上は100億円を超えた。地方の中小企業にすぎなかったカルビー製菓は、かっぱえびせんのメガヒットにより成長企業へと脱皮した。
1981年からパッケージのシンボルカラーに赤を採用する。1985年パッケージをアルミ密着フィルムに変更する。1986年、初めてフレーバーを導入し「かっぱえびせんフレンチサラダ」を発売、以降多くのフレーバーで発売されている。

### 海外展開と類似品

#### 海外製と類似品
海外のカルビーグループ会社では以下の名で発売している。
- 「Shrimp Chips」 -  アメリカ合衆国カルビーノースアメリカ
- 「เอบิเซน」 -  タイカルビータナワット
- 「蝦條」 -  香港カルビー四洲有限公司
- 「河童虾条」 -  中国カルビー（杭州）食品有限公司
- 「Prawn Cracker」 -  シンガポールカルビーモウセン

海外のコピー商品としては、タイfriendship「ハナミ（ฮานามิ）」、1971年発売韓国農心「セウカン（새우깡）」、1974年発売フィリピンリウェイウェイ「Oishi」が存在する。中華圏では「中: 蝦條／簡: 虾条」の名で一般名詞化しており、同じ名のコピー商品が数多く出回っている。
日本国内において、2016年時点ではかっぱえびせんの類似品はほとんどないとされる。その理由をカルビーは「工程に3日間という手間ヒマが掛かることが、製造メーカーが少ない理由」と答えている。

#### 海外展開
かっぱえびせん国内発売から2年後になる1966年、東南アジア・ハワイへ日本製の完成品の輸出を開始している。
1967年国際菓子食品見本市へ出展しアメリカ市場への輸出を模索するも、当初は日本製の完成品を輸出しようとして現地の卸から一度拒否されている。同1967年アメリカへの輸出を開始した。1970年ロサンゼルスにカルビー初の海外拠点となるカルビーアメリカを設立した。ただ当時アメリカではエビの風味が好まれず、西海岸の一部でのみ販売された。同じ1970年代に欧州市場への参入も計画されていた。
1973年変動相場制に移行し円高進行したためアジア市場では日本からの完成品輸出では体制維持できなくなったことから、新たに原料を広島工場で作って輸出し仕上げ加工をバンコクで行ってタイ・香港・シンガポールなどに送る体制も取られた。そこから1980年タイにアジア市場初の拠点カルビータナワットを設立する。一方でこの時期日本国内の小売業者は円高を背景に海外からの商品調達を活発化しており、当時広島市のスーパーで韓国のセウカンが大々的にプロモーションされる事態が起こっている。
1984年中国が改革開放を決定、同じ頃香港返還も決定し、中国市場への進出がブームとなった1990年代にカルビーは青島・香港に工場を建設、中国・香港・台湾へはそこを拠点に送られる体制が始まった。1994年香港四洲集団との合弁会社カルビー四洲を設立する。
2011年東証一部上場以降、カルビーでは海外事業の拡大を経営戦略の柱としている。そこから中国やシンガポールでグループ会社を設立し、そこで販売されるようになった。
以下、主な各国での市場状況を列挙する。
- 香港では2012年資料によると全蝦條の62.2%がカルビーかっぱえびせん[37]。（2位がシェア13%[37]）。
- タイでは早くから進出したもののハナミのほうが市場制圧していた[33]。1997年カルビータナワットでは本社に報告せずタイ人向けの味を独自に開発して発売すると、急速に売上が伸びハナミを追従するようになる[33]。事後報告となったことで本社で一時問題となり旧来の味と並行して売り出す形となったが、新味のほうが売れたため旧来のものが生産中止になり新味で一本化することになった[38]。

### 国内以降
かっぱえびせんは、1965年からカルビー製品内の売上トップが続いた。1972年（仮面ライダースナック）と1974年（サッポロポテトバーベQ味）は売上2位となったが、1965年から1971年、1973年、1975年から1976年は売り上げトップであった。カルビーポテトチップスうすしお味が大ブレイクした後1977年からかっぱえびせんは売上2位となり、のちにポテトチップスコンソメパンチやじゃがりこにも押され順位はさがっている。
1996年から4年間、「えびせんりゅう」という川柳がパッケージに記載されていた。1997年からパッケージにその川柳に合わせたエビの隠れキャラも登場し、話題を集めた。
2004年から、1～2才の小さな子供にも安心して食べさせられるお菓子をつくってほしいという要望に応え、また少子化時代に購買層を広げるため、幼児向けに油を使用せずエビの含有割合を増やし塩分を半分に減らした「1才からのかっぱえびせん」を発売している。
2012年、かっぱえびせん発売年と同じ年が舞台となった『ALWAYS 三丁目の夕日'64』にパートナー協賛・タイアップ広告を展開している。
2014年、発売開始50周年を迎えた。同年6月、かっぱえびせんの原点となる「かっぱあられ」シリーズの内、「味王将」と「かっぱの一番槍」の2商品が期間限定で復刻販売された。
2016年1月から、受験シーズンに合わせる形で「勝っぱえびせん」のパッケージで限定販売された。咲っポロポテト、さやご縁どう、と共に受験生応援企画キャンペーン展開の一角を担った。
2024年、60周年の還暦を迎え、1月8日には廿日市市の広島工場にて、同い年である1964年生まれのファンを招き、かっぱえびせん同窓会が開かれた。

## 製品

### 形状・製法
1本の長さ5cm。1本では物足りず、2本3本と「やめられない止まらない」が続くギリギリの長さであるという。味が絡みやすく独特の食感になるよう、1本のかっぱえびせんあたり10本前後の筋が斜めに入る。
天然エビの頭から尾まで殻ごと入れてミンチ状にし練り込む製法は、発売当初から現在でも変わらず続いている。原料エビの産地・種類は複数あり、原産地は日本の瀬戸内海と中国・アメリカ・カナダ、種類はアカエビ・サルエビ・キシエビ・ホッコクアカエビ。エビが一番美味しくなる産卵期に漁獲し急速冷凍、それを年間通じて使っている。4種類のエビを用いながら原材料名に「えび」としか書かない理由は、時期によって漁獲量が変わることから製品内で配分が変わるため。1980年代の資料によると、カルビーでは原料のエビを調達するため瀬戸内海のエビ漁師と契約しており、かつてのパンフレットには複数の契約漁師からなる「カルビー船団」の出漁風景の写真が記載されていた。
ノンフライ製法であり、炒ってから油を吹き付ける製法を採用している。炒ることでサクサクの食感になり、そのままでは味や舌触り、のどごしに滑らかさが出ないため油を吹き付けている。

### できたて
カルビーは2018年時点で国内に13ヶ所工場がある。うち工場見学を行っているのが3ヶ所で、かっぱえびせん製造の見学ができるのが宇都宮清原工場と広島西工場になる。事前申し込みが必要。所要時間は約1時間程度でガイド付きであり、製造工程を窓から覗いて見る形になる。できたてを試食でき、お土産に数種類もらえる。
またカルビーでは「カルビープラス」というアンテナショップを展開しているものの、できたてのかっぱえびせんは販売していない。かつて広島工場近くにあるゆめタウン廿日市内にかっぱえびせん専門店「スナックキッチン My Calbee」がありできたてのかっぱえびせんを販売していたが、現在は閉店している。

### キャラクター
パッケージに描かれているエビは一般的なエビのイメージを元にデザインされたもので、特に種の特定はされず、愛称も付けられていない。
また2012年から「かっぱパパ」「かっぱえびくん」「かっぱエビーちゃん」「えびママ」からなる「かっぱえび家」というゆるキャラが登場している。先に小さい4連かっぱえびせんのパッケージの方で描かれるようになり、2020年から本製品で採用された。

### リニューアル
パッケージリニューアルは数度に渡り行われている
- 1964年 : 発売。当初からエビのイラスト入りで色は白基調に透明なパッケージ。当時は“かっぱあられ”の文字を表記していた[9]。
- 1981年 : 現在のシンボルカラーである赤を採用[9]。
- 1985年 : 味を美味しく保つため、アルミ蒸着フィルムに[9]。
- 1990年 : 海をイメージしたデザインに[9]。
- 1999年 : 「やめられない、とまらない」のキャッチフレーズを初めて掲載[9]。
- 2002年 : リアル感のあったエビのイラストをデフォルメ化し、中央に[9]。
- 2004年 : ノンフライをアピール[49]。
- 2006年 : カルシウム入りをアピール[49]。
- 2007年 : 初代と同じく白基調に[9]。
- 2012年 : 中央のエビのイラストが際立つように白い帯があしらわれ、赤パッケージ復活[37][9]。
- 2020年 : かっぱえび家を全面に[18]。
- 2023年 : サクサク感UPをアピール[49]。

## 商品一覧

### 現行
2020年公式サイトに記載されている商品を列挙する。
定番商品
- かっぱえびせん
- 1歳からのかっぱえびせん
- かっぱえびせん塩分35%カット

期間限定商品
- 甘えび
- ごま油香るのり塩味

地域の定番商品
- 山わさび味 - 北海道限定
- にんにく醤油 - 東北関東甲信越限定
- 関西だししょうゆ - 近畿限定
- 瀬戸内レモン味 - 中四国限定
- 九州しょうゆ - 中四国九州沖縄限定

おみやげ商品
- たこ焼き味 - 関西限定
- 明太子味 - 九州限定
- みっちゃんお好み焼味 - 中四国限定
- 匠海 海人の藻塩味
- 匠海 海人の藻塩味 広島県限定デザイン - 広島県限定
- 匠海 瀬戸内レモン味 - 広島県限定
- 匠海 藻塩とかどやごま油仕立て

その他、店舗限定商品も存在する。
- えび対カニ味 - ツルハドラッグ限定（2024年）[50]。
- 新幹線懐かしの食堂車ビーフカレー味 - 東京駅〜新大阪駅のKiosk、その他限定（2024年）[51]。

### 過去
1986年からシリーズ展開を開始し、通常の塩味以外にもフレンチサラダ味、ごま油風味、えびちりソース味、さくさくチーズ味、おつまみ海老、ピリピリマヨネーズ味、ローストガーリック味、辛一味醤油味、松茸風味、韓国のり味、香港バーベキュー味、タイスパイシーヤンミー味、タイトムヤム味、紀州の梅 焼きのり風味、本わさび味、辛口たまりしょうゆ味、荒挽きえびせん、柚子こしょう味、お茶づけ海苔味（永谷園との共同開発）、都こんぶ味（中野物産の都こんぶとのコラボ）、ごはんですよ味（桃屋海苔佃煮とのコラボ）、どろソース味（オリバーソースとのコラボ）など数多くのフレーバーが発売された。
2007年の9月下旬からは、ネット投票で再発売の要望が多かった2種類、「青じそ風味」「じんわり唐辛子」について期間・数量限定で再発売する。
この他、発売地域に合わせた地域限定品のかっぱえびせん（例：関西どろソース味、九州甘口しょうゆ味）も存在する。

## CM

### キャッチコピー
またカルビーでは「や(8)められない、と(10)まらない」から8月10日をかっぱえびせんの日としている。

### CM出演
- 王貞治[53]
- 清水由貴子
- クロード・チアリ[54]
- 小林綾子[55]
- 明石家さんま[56]
- ジミー大西
- 吹石一恵[57]
- 竹野内豊[58]
- 矢沢永吉
- 手越祐也[59]
- 谷花音[60]
- CHEMISTRY[61]
- 吉川晃司 [62]
- 高田秋[63]
- 柏木由紀[64]

など